# Жипси
Жипси́ (фр. Gipcy) — коммуна во Франции, находится в регионе Овернь. Департамент коммуны — Алье. Входит в состав кантона Сувиньи. Округ коммуны — Мулен.
Код INSEE коммуны — 03122.

## Население
Население коммуны на 2008 год составляло 218 человек.
| 1962 | 1968 | 1975 | 1982 | 1990 | 1999 | 2008 |
| ---- | ---- | ---- | ---- | ---- | ---- | ---- |
| 318  | 382  | 303  | 292  | 273  | 233  | 218  |

## Экономика
В 2007 году среди 133 человек в трудоспособном возрасте (15—64 лет) 98 были экономически активными, 35 — неактивными (показатель активности — 73,7 %, в 1999 году было 71,3 %). Из 98 активных работали 94 человека (49 мужчин и 45 женщин), безработных было 4 (1 мужчина и 3 женщины). Среди 35 неактивных 7 человек были учащимися или студентами, 15 — пенсионерами, 13 были неактивными по другим причинам.

## Достопримечательности
- Церковь Сен-Пьер. Исторический памятник.
- Стела в память о лётчике Клоде Делли

## Фотогалерея

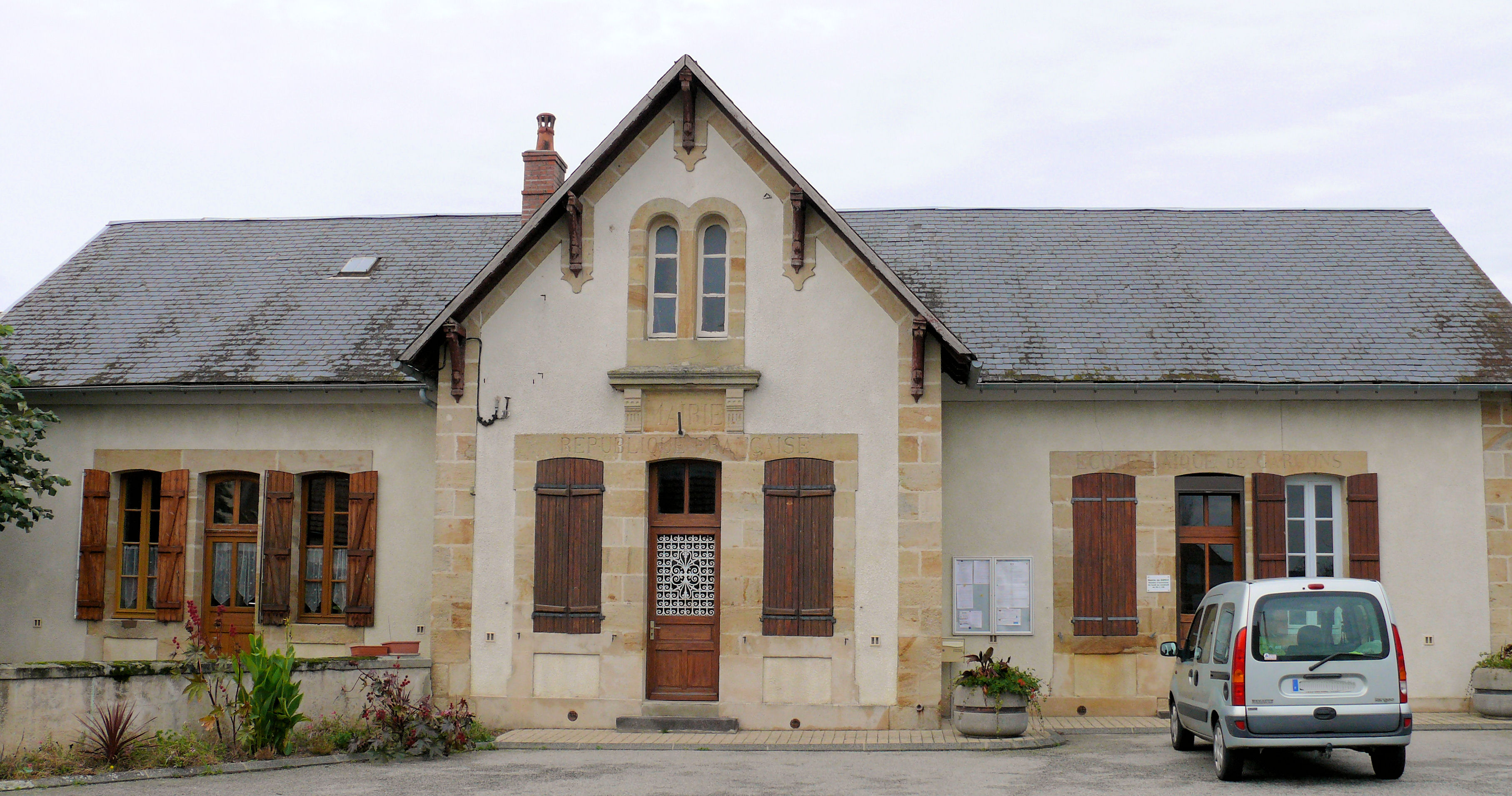
Мэрия
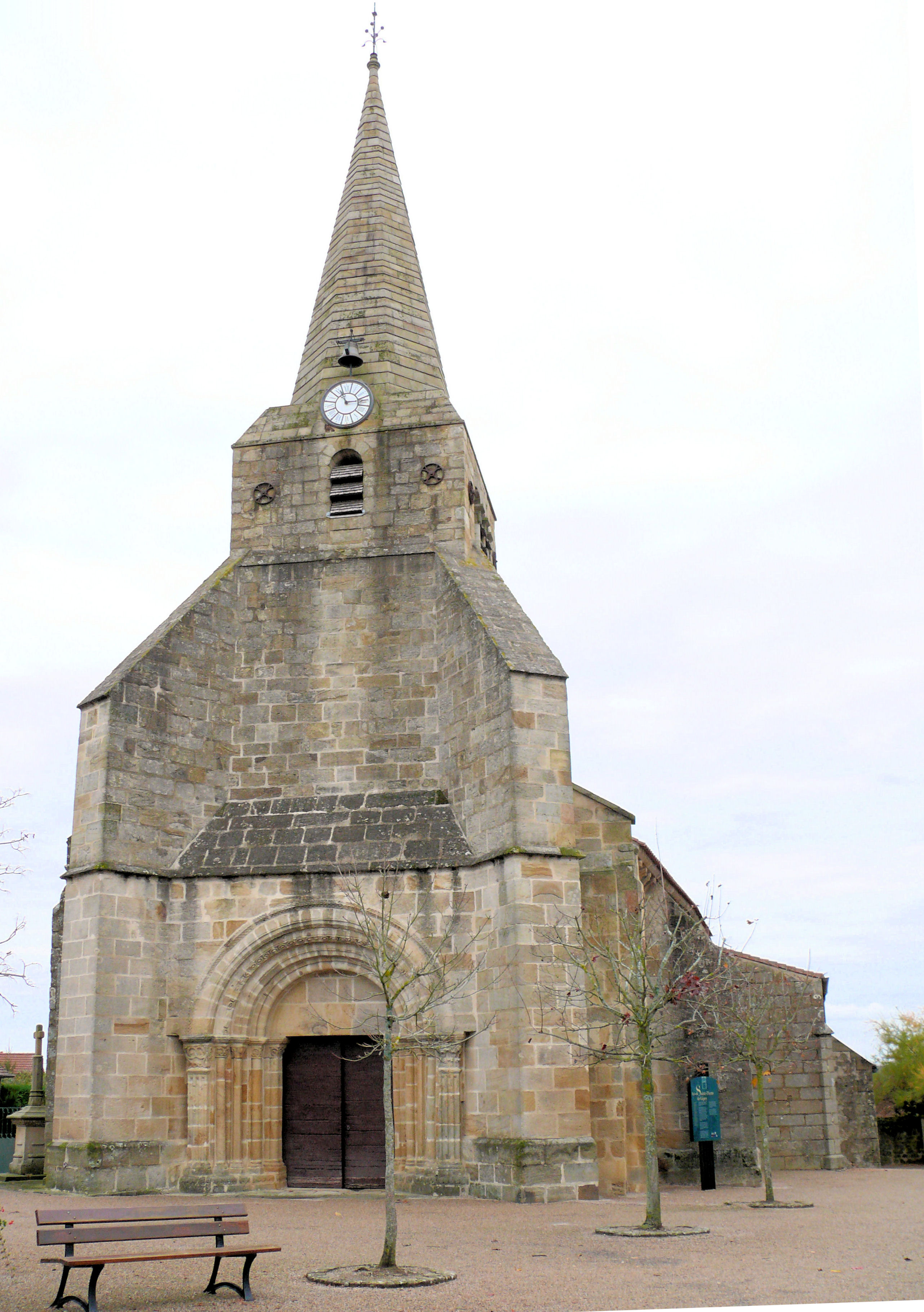
Церковь Сен-Пьер
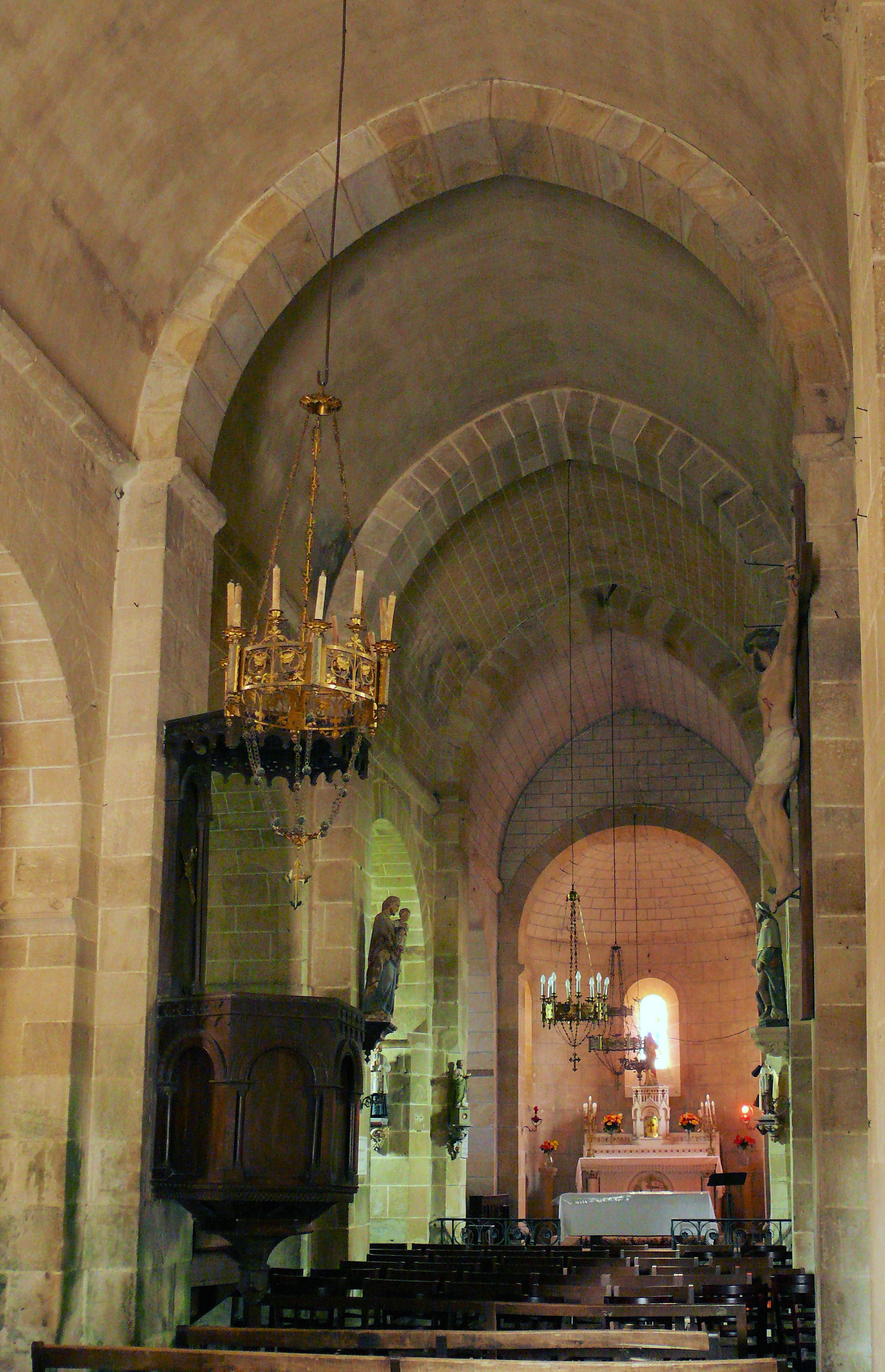
Центральный неф церкви
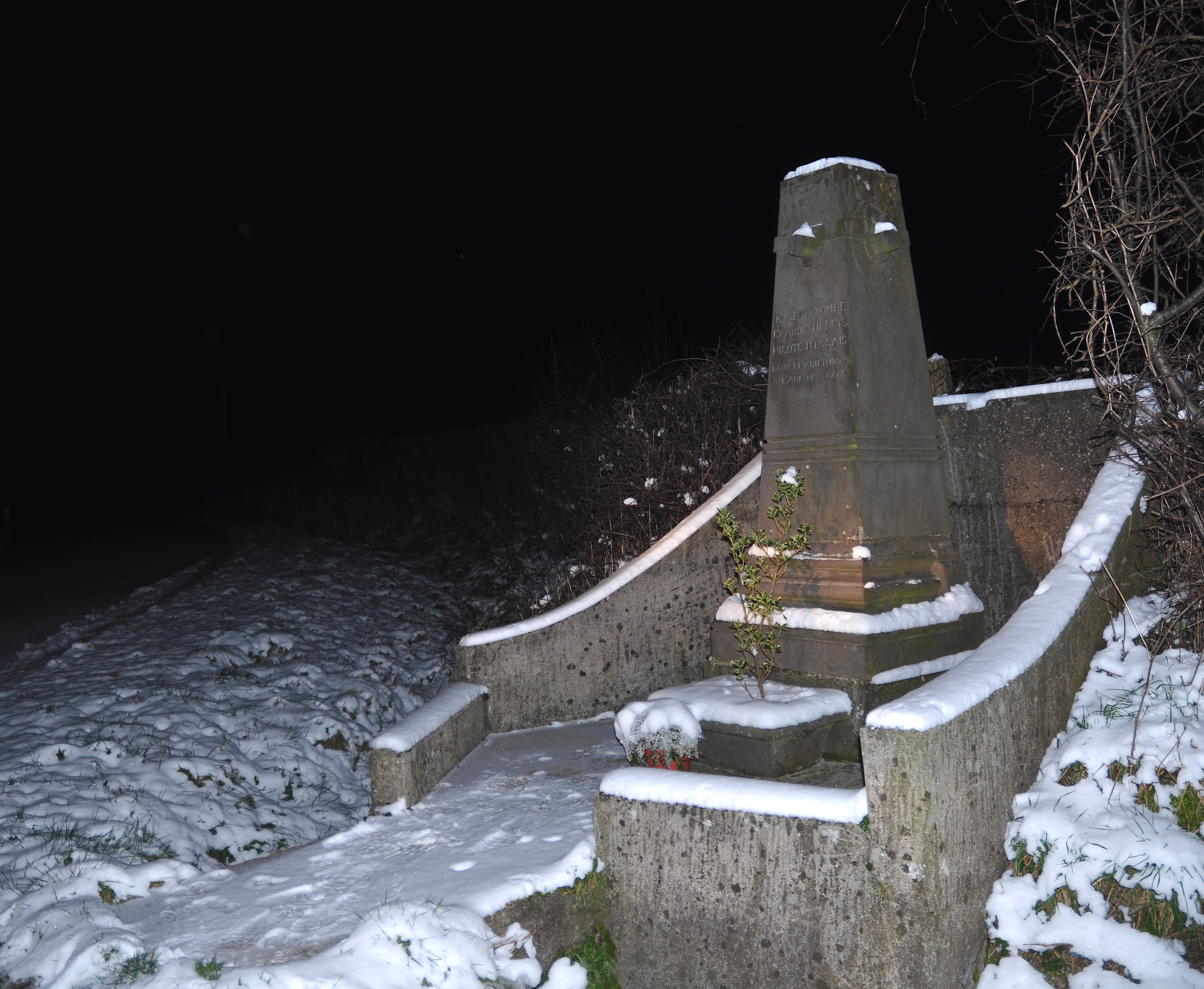
Стела